# Edifício Franjinhas
Construído em Lisboa entre os ano de 1966 e 1969, o edifício Franjinhas, sito no gaveto entre o número 9 da rua Braamcamp e a rua Castilho, chama a atenção dos transeuntes pela sua fachada recortada, e pela rudimentaridade do seu acabamento.
Projectado por Nuno Teotónio Pereira e João Braula Reis, Franjinhas como é conhecido, caracteriza-se pela sua relação entre o interior e o exterior, que traduzem-se de forma diferente nas duas zonas sobrepostas em que o edifício se divide e que são indicadas de forma contrastante na sua fachada; relações que resultam num espaço interposto, com finalidades diferentes: os pisos baixos procuram romper a fachada e manter um contacto com a rua fluido; os pisos altos, dando espessura à envolvente, por forma a realçar a relação interior-exterior.
O betão é um material de destaque neste edifício; usado como elemento estrutural e em suas paredes exteriores, as placas suspensas na fachada também em betão (armado), pré-fabricadas no estaleiro da obra.
Na sua concepção, procurou-se fazer passar a rua pelo espaço construído, levando-a para pisos negativos, isto por meio de um jogo de escadas e galerias, tirando partido da situação de gaveto tendo como resultado três pisos de estabelecimentos. Uma solução com espaços abertos e variados, que aproveita-se de forma rentável da proximidade dos pisos baixos com a rua para a animação e valorização da via pública. As pinturas e ou esculturas em certas superfies, têm como objectivo valorizar e ambientalizar zonas naturalmente desfavorecidas.

## Organização espacial
Os dois primeiros pisos a nível da rua, destinam-se ao comércio, com lojas que se relacionam com a rua através de uma galeria e um snack-bar com mezanino que se abre para varandas corridas. O corpo do edifício, correspondente aos seis pisos acima do embasamento em galerias, é todo destinado a escritórios, e o coroamento destina-se a restauração e a administração. No que toca a sua imagem na cidade, o seu autor descreveu-o como um edifício “insólito, ultrajante, até extravagante”, durante uma entrevista que deu ao programa “Magazine de Arquitectura e Decoração” transmitido no ano de 1993 pela RTP.

## Placas pré-moldadas
Este sistema que guarnece a fachada dos pisos destinados a escritórios tem como finalidades: Estabelecer um espaço transitável entre o interior e o exterior, que substitua a corrente envolvente por um espaço intermédio, e que proporcione um ambiente mais defendido da agitação da rua e da presença das fachadas vizinhas que o circundam; Ampliar o espaço interior, prolongando-o para além do envidraçado das janelas, até ao plano das placas de proteção, proporcionando uma sensação visual de maior alivio; regularizar o nível de luz para o interior do edifício ao longo do ano e proporcionar uma luminosidade (não) uniforme nas salas de trabalho; proteger a fachada da incidência solar directa e reduzir a entrada de calor. Todos estes aspectos foram previamente estudados e ensaiados em modelo durante a conceção do projecto.

## Intervenções plásticas

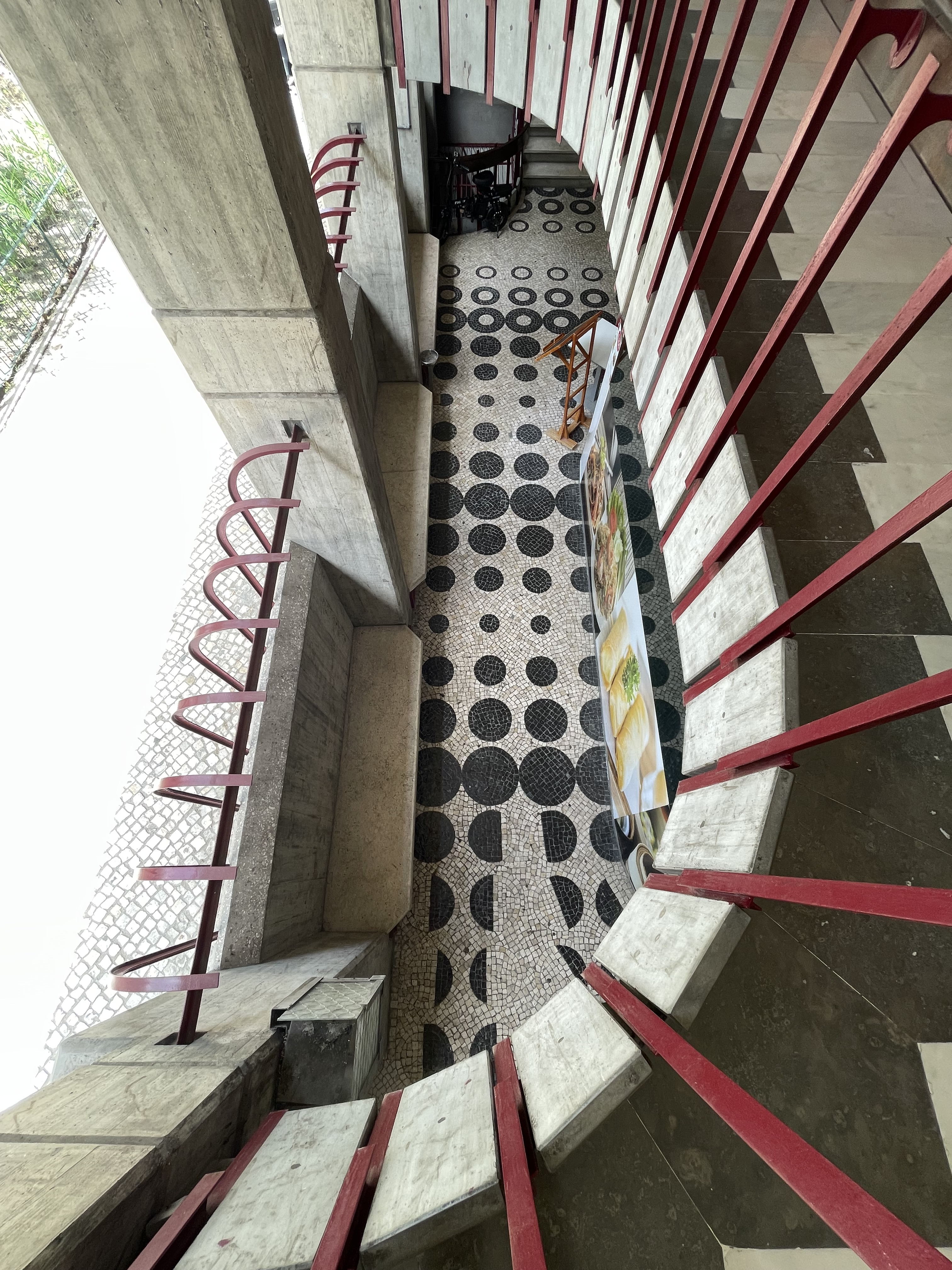
Piso em calçada-mosaico da galeria comercial inferior

Na sua construção, o artista Eduardo Nery, dos mais importantes artistas e designers portugueses do século XX, desempenhou um papel importante, contribuindo com vários elementos artísticos que enriquecem a estética do edifício.

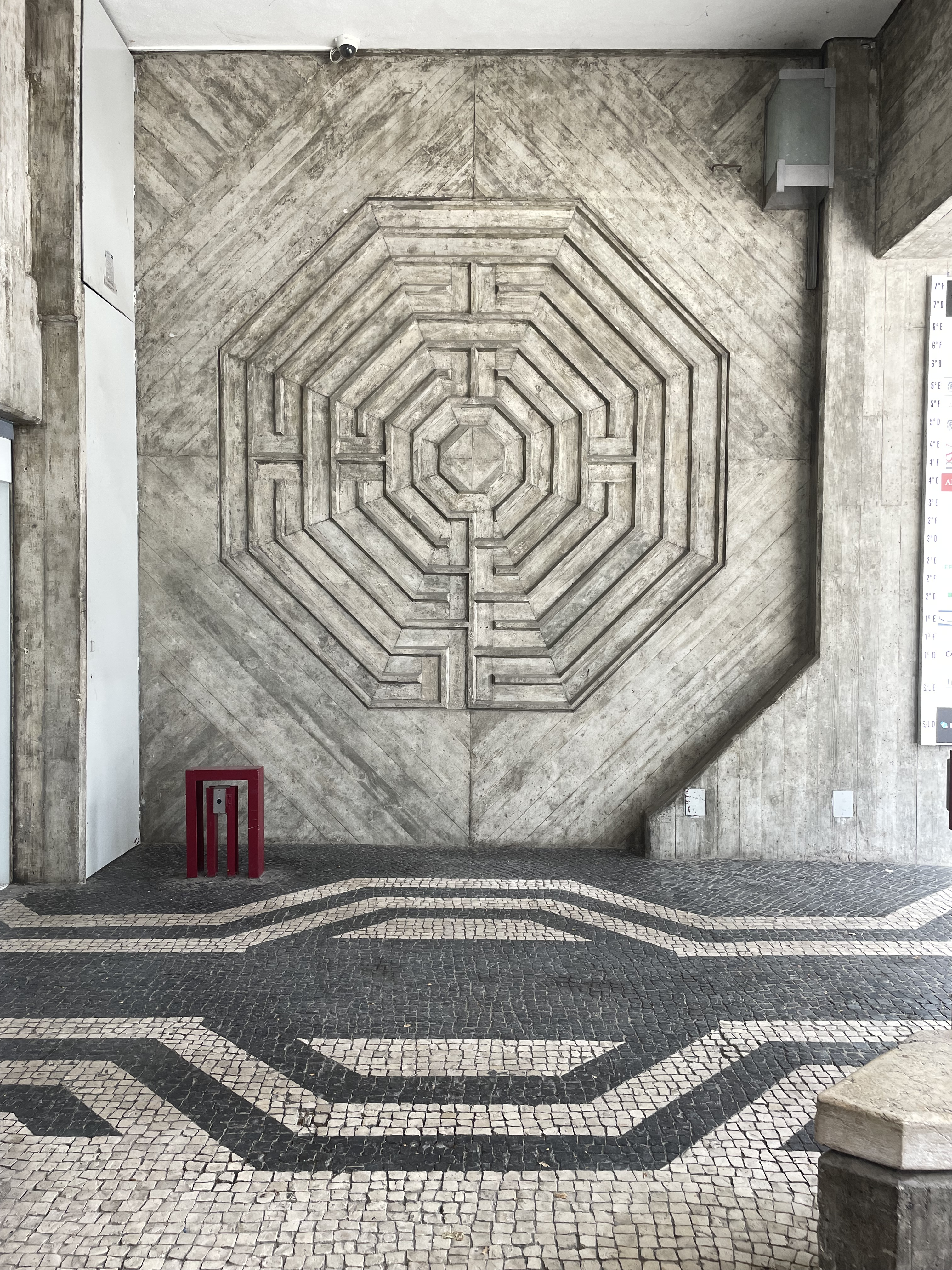
Um dos dois painéis-labirinto em betão aparente

Uma das suas principais contribuições foi o desenho dos pavimentos da galeria comercial inferior, executados com a tradicional técnica portuguesa de calçada-mosaico. Nery criou padrões geométricos a partir de círculos de diferentes diâmetros, que guiam visualmente os visitantes ao longo da galeria do edifício. A alternância entre os tons de preto e branco cria um efeito de movimento, o que torna o pavimento uma peça interativa, que reflete o interesse do artista em unir arte e funcionalidade.
Além disso, Eduardo Nery também concebeu os painéis de labirintos em betão aparente que decoram as empenas do edifício. Estes elementos arquitetónicos, com um desenho geométrico forte, contribuem para a estética modernista do edifício e reforçam a relação entre a arte e a arquitetura.
Nery também foi responsável pela elaboração de um estudo para uma pintura mural no edifício, que visava integrar ainda mais a arte no ambiente arquitetónico. A pintura mural, de desenho geométrico e policromada em tons de azul e verde, representava o estilo e a abordagem criativa do artista.

## Entre polémica e elogios
“Considerada uma obra polémica, foi pretexto de diálogo crítico entre a classe dos arquitectos e de controvérsia para a opinião pública, trazendo a arquitectura e a discussão do processo de fazer cidade para os jornais”. Considerado umas das propostas mais inovadoras construídas em Lisboa ao longo dos anos sessenta, e segundo Eduardo de Sousa o mais notável edifício desta época. Desde o Pombalino que a arquitectura não era pensada para a cidade. Franjinhas, tal como o pequeno bloco de apartamentos de luxo da Misericórdia são exemplos de uma arquitectura com capacidade de criação de ambiente urbano. 
Contestado pela maioria na sua época, nomeadamente numa campanha do Diário Popular contra os "mamarrachos" da capital, acabou por ser  vencedor do prémio Valmor de 1971 (atribuído quando o arq. Teotónio Pereira estava preso) e classificado como monumental de interesse público pelo Ministério da Cultura, em 21-06-2011.https://nunoteotoniopereira.pt/biografia/franjinhas/